# Římskokatolická farnost Dětmarovice
Římskokatolická farnost Dětmarovice je farnost římskokatolické církve v děkanátu Karviná ostravsko-opavské diecéze. Farním kostelem je kostel svaté Maří Magdalény v Dětmarovicích.

## Historie
Farnost vznikla v 13. století nebo v první polovině14. století. Byla zmíněná v dokumentu svatopetrského haléře, sestaveného opolským arcidiakonem Mikołajem Wolffem v roce 1447, kde mimo jiné se zmínil o farnosti děkanátu v Těšíně pod názvem Ditmari villa. Na základě velikosti poplatků uvedené v této zprávě byl počet farníků (ve všech podřízených vesnicích) odhadnut na 105. Po reformaci farnost ztratila samostatnost. Byla přifařena k Německé Lutyni (Dolní Lutyně) až do roku 1863.

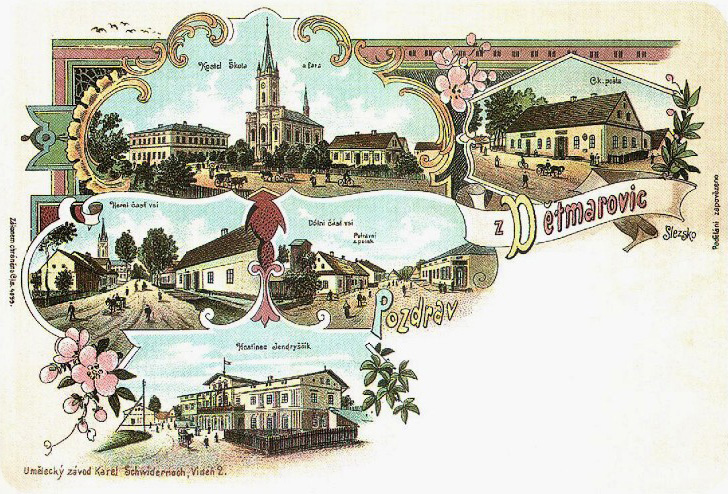
Pohlednice z roku 1900

Po ukončení slezských válek a hraniční oddělení diecéze vratislavské, která byla na území Pruského království, byl k řízení ostatních farností na území Habsburské monarchie založen v roce 1770 Generální vikariát rakouské části vratislavské diecéze. Po první světové válce Dětmarovice zůstaly na území Československa, ale nadále podléhaly vratislavské arcidiecézi, pod zvláštním úřadem, který byl pro tento účel zřízen, Knížebiskupský komisariát niský a těšínský. V době okupace Polskem byla farnost zařazena pod diecézi katovickou a 1. ledna 1940 zpět pod diecézi vratislavskou. V roce 1947 byla vytvořena apoštolská administratura v Českém Těšíně podřízená přímo Svatému stolci. V roce 1978 byla oblast administratury podřízená olomoucké arcidiecézi. V roce 1996 byla zařazena po novou diecézi ostravsko-opavskou.

## Fara
V roce 1679 ve vizitační zprávě bylo uvedeno, že fara měla nezařízenou budovu s dvěma pokoji, dvěma komorami, stájemi, stodolou a studnou. Fara současné podoby byla postavena v roce 1882 jako přízemní budova, po roce 1900 byla zvýšená o patro. V letech 2016–2016 proběhla komplexní rekonstrukce fary v hodnotě 1 076 995 Kč.

## Papežský křest
Na Bílou sobotu 15. dubna 2017 byla pokřtěna na návrh dětmarovického faráře a pracovníka TV Noe Marcela Puváka v bazilice svatého Petra ve Vatikánu papežem Františkem první Češka z dětmarovické farnosti paní Taťána Čempelová.